# 努库斯
努库斯是乌兹别克斯坦卡拉卡尔帕克斯坦共和国首府，乌兹别克斯坦第六大城市。

## 历史
努库斯本为卡拉卡尔帕克人的一个小定居点，古时曾为花剌子模的堡垒。在1930年代随着苏联苏维埃运动的发展而繁荣起来，成为一座拥有大型公共设施的现代城市。由于努库斯水灾频繁，卡拉卡尔帕克斯坦决定迁都于图尔特库尔，1932年4月1日，卡拉卡尔帕克苏维埃社会主义自治共和国正式迁都，直至1939年努库斯又重新成为首都。然而，由于城市相对孤立，苏联红军在此曾设立化学研究院以研究化学武器。

## 交通
努库斯有机场与火车站。乌兹别克第一个高速公路项目的西端即为努库斯。在乌政府制定的2007－2010年的公路建设规划中，该公路东起安集延，途经该国首都塔什干，西至昆格勒与努库斯。

## 教育
中亚地区最好的英语学校“进步中心”即坐落于努库斯市原共青团会客厅，主要接受来自联合国儿童基金会的捐助。

## 环境
努庫斯南部和东部被克孜勒库姆沙漠所包围，城市北部接阿姆河，气候属于温带大陆性气候，全年天氣非常干燥而少雨，冬季寒冷夏季炎熱。西北风从咸海干涸的湖底和带来过多的盐。而城市的郊区使用的杀虫剂又会污染土壤、地表水和地下水，使得这一带呼吸系统疾病，癌症，先天缺陷和畸形发生機會极高。

## 景点
市区内有努库斯美术馆和国立博物馆，郊区有部分关于拜火教的古迹。努库斯美术馆以艺术家伊戈尔·萨维茨基命名，又称为卡拉卡尔帕克斯坦国立美术馆。美术馆收集了从1918年至1935年俄罗斯和乌兹别克的现代艺术作品。尽管斯大林在那一时期曾尽力消除所有非官方艺术，并将众多艺术家派去集中营。但是由于城市的偏远，收藏者萨维茨基本人与他的藏品都得以在努库斯保存下来
。国立博物馆内展出的主要是考古出土的文物，从传统的珠宝首饰，服装到乐器，但更有趣的是，该馆展览该地区的现在消失或濒危动植物，以及对咸海问题的看法。